# Institut français du Maroc

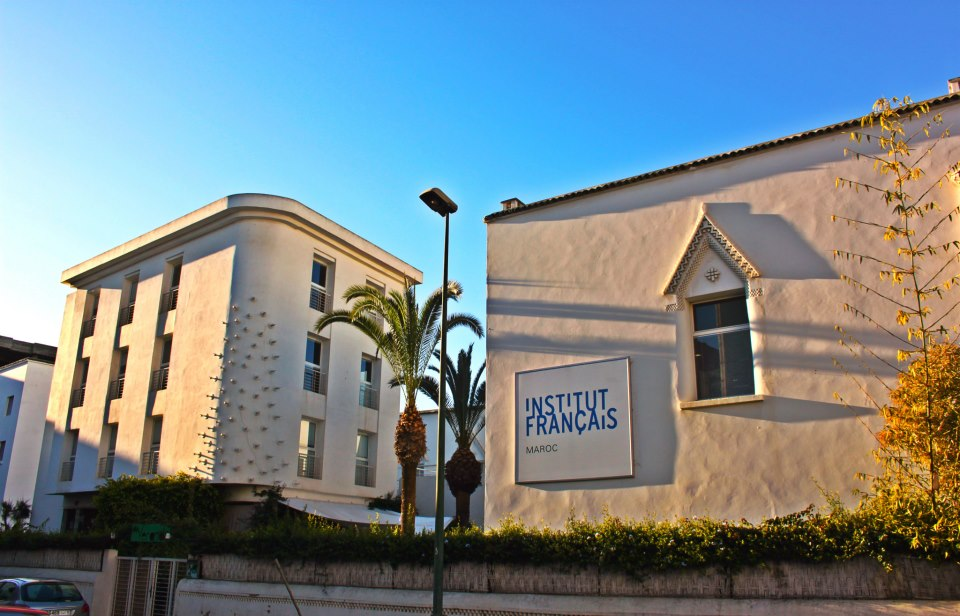
Institut français de Rabat.

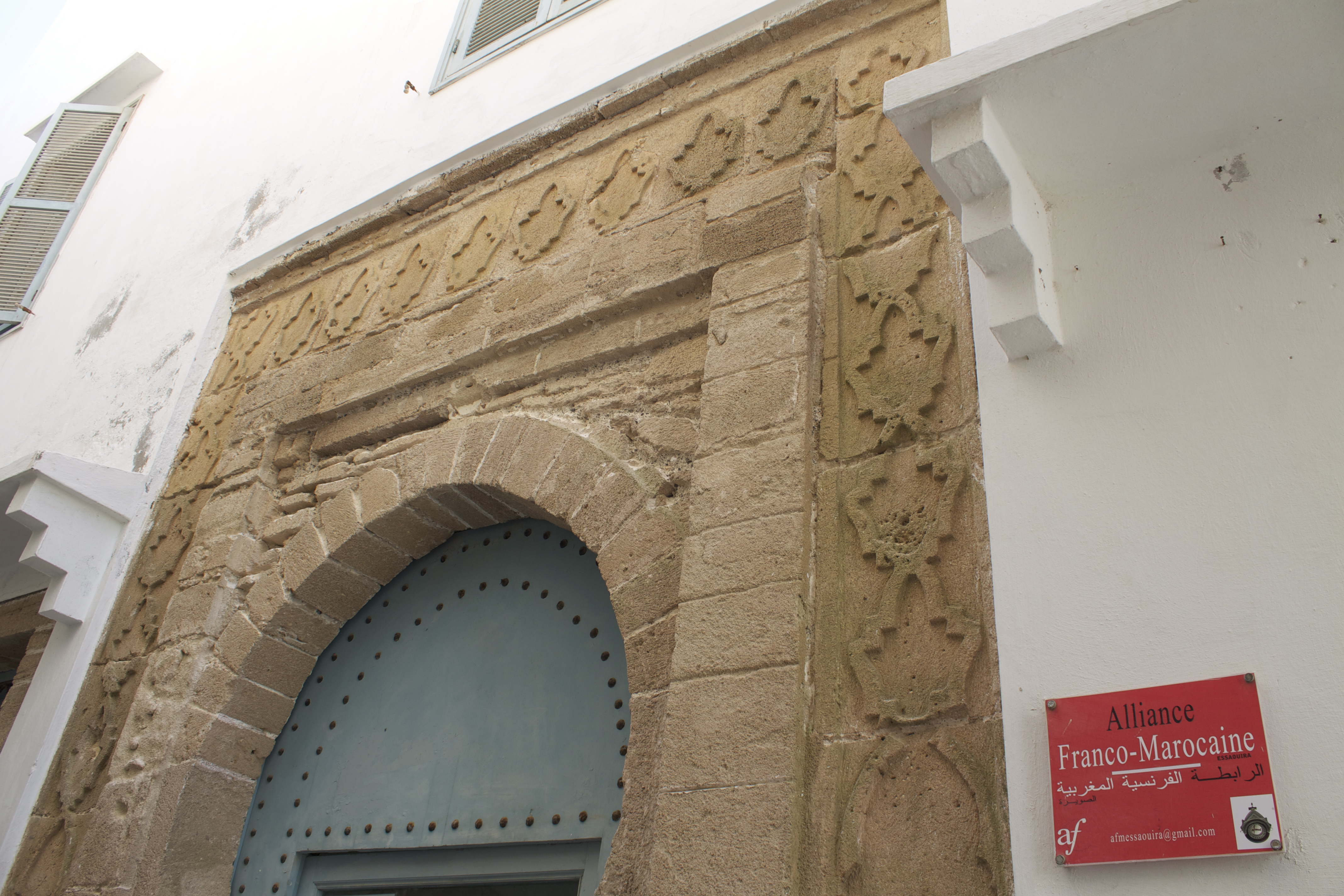
Institut français d'Essaouira (à l'époque Alliance franco-marocaine, jusqu'en 2014).

L'Institut français du Maroc (arabe : المعهد الفرنسي للمغرب) est un réseau culturel de l'Institut français au Maroc composé de douze établissements situés à Agadir, Casablanca, El-Jadida, Essaouira, Fès, Kénitra, Marrakech, Meknès, Oujda, Rabat, Tanger et Tétouan avec une antenne à Larache, et d'une alliance franco-marocaine membre du réseau mondial de l'Alliance française à Safi. Il comprend également les missions culturelle, linguistique et universitaire du Service de coopération et d’action culturelle (SCAC) de l’ambassade de France dont il dépend. Son siège est à Rabat. 
Depuis le 1 septembre 2022, l'institut français du Maroc est dirigé par Agnès Humruzian.

## Sites
Riche de la diversité de ses douze sites, l’IfM s’est donné une signalétique unique et une organisation nouvelle, mieux adaptée à ses objectifs et à ses missions. Sa vocation est de fédérer l’action des 12 sites pour offrir à chacun de ses publics des services de la même qualité où qu’ils se trouvent dans le Royaume du Maroc et pour permettre à chacun de ses sites d’agir sur le territoire national, tout en promouvant leur identité liée à la spéciﬁcité de la région où ils sont implantés.
Par sa dimension et son organisation, l’IfM entend aussi conduire des coopérations renforcées avec ses partenaires et accompagner les politiques publiques nationales et locales. L’IfM est un établissement à autonomie ﬁnancière, service extérieur de l’ambassade de France au Maroc. Il conduit son activité dans le cadre de la convention de partenariat pour la coopération culturelle et le développement signé entre la France et le Maroc le 25 juillet 2003. L’établissement est en partenariat avec l’Institut français Paris, avec le Centre international d'études pédagogiques (CIEP) et avec le Conservatoire national des arts et métiers (CNAM), opérateurs qui lui apportent un soutien dans l’exercice de ses missions de diffusion, de coopération et de formation.

## Informations complémentaires
Par ailleurs le Centre Jacques-Berque (CJB) est un IFRE dont le siège est à Rabat.
Les établissements d'enseignement français au Maroc relèvent notamment de l'Agence pour l'enseignement français à l'étranger et de l'OSUI créé par la Mission laïque française.

## Pages liées
- Institut français
- Relations entre la France et le Maroc
- Enseignement du français dans le monde